# Lokalvalg i Thailand 2020-2021
Den 20. december 2020 afholdtes lokalvalg i Thailands 76 provinser (undtagen Bangkok, der ikke er en provins) for første gange siden militærkuppet i 2014, hvor de tidligere valgte lokalpolitikere i landets provinser, havde fået deres 4-årige valgperiode fra forlænget.
Der var i alt 331 kandidater til de 76 POA-lederposter (POA er forkortelse for provincial administration organisation, dansk: provinsadministrationsorganisation), mens 8.070 kandidater stillede op til PAO-medlemspladser, der spænder fra 24 til 48 pr. provins, afhængigt af befolkningsstørrelse. Som sædvanlig forventedes kandidater fra lokale indflydelsesrige politiske familier, nemt at sikre deres genvalg, selv om visse provinser oplevede usædvanligt hårde valgkampe, hvor blandt andet Shinawatra-familien støttede udfordrere til posten som PAO-chef. 12 kvinder blev valgt som POA-chef, blandt andre forhenværende popstjerne Nantida Kaewbuasai ved et jordskredsvalg i Samut Prakan-provinsen, syd for Bangkok. Det progressive Future Forward-parti stillede op til lederpost i 42 provinser, men vandt ikke en eneste, ud af 1001 opstillede kandidater til en plads i provinsadministrationen blev kun 57 valgt ind.
Den 28. november 2021 afholdtes lokalvalg til SOA, en forkortelse for sub-district administrative organizations (dansk: Distriktsadministrative organisationer), også for første gang siden militærkuppet, hvor militærjuntaen suspenderede al politisk aktivitet, så mange af medlemmer havde siddet på deres poster i otte til 10 år i stedet for fire år. SOA er administration på landsbyniveau, så valgresultatet afspejler ikke nationale politiske tendenser, selv om kandidater mere eller mindre åbenlyst kan være tilsluttet landspolitiske partier, eller støttet af disse. Udfordrere og nye kandidater kan have svært ved at blive valgt ind ved lokalvalg, men progressive Future Forward opstillede alligevel 210 grupper med kandidater. I alt var der registreret 136.250 kandidater til valget, heraf 12.309 til lederposter og de resterende 123.941 for et sæde i administrationen. Hver af de 5.300 SOA'er har en leder og seks andre medlemmer. Valgdeltagelsen blev over 70 procent, valgresultatet offentliggøres fra 30 til 60 dage efter valgdatoen.
Ved alle thailandske valg er stemmekøb udbredt - det vil sige, at mod en økonomisk ydelse forventes en stemmeberettiget at give sin stemme til en i forvejen aftalt kandidat - hvorfor lokale valgfunktionærer er meget opmærksomme på påstande om, at kandidater har tilbudt penge i bytte for stemmer. Allerede inden SOA-lokalvalget i november 2021 havde valgkommissionen modtaget omkring 120 klager over valgforseelser, kommissionen arbejder sammen med politiet for at udrede valgrelaterede forbrydelser. University of the Thai Chamber of Commerce (dansk: Thailandske handelskammeruniversitet) anslog, at mellem 20 og 30 milliarder baht (cirka 4-6 mia. kroner) ville skifte hænder under SAO-valgkampagnen i 2021, dog uden at nævne om skønnet omfattede penge brugt på stemmekøb.